# Rallare

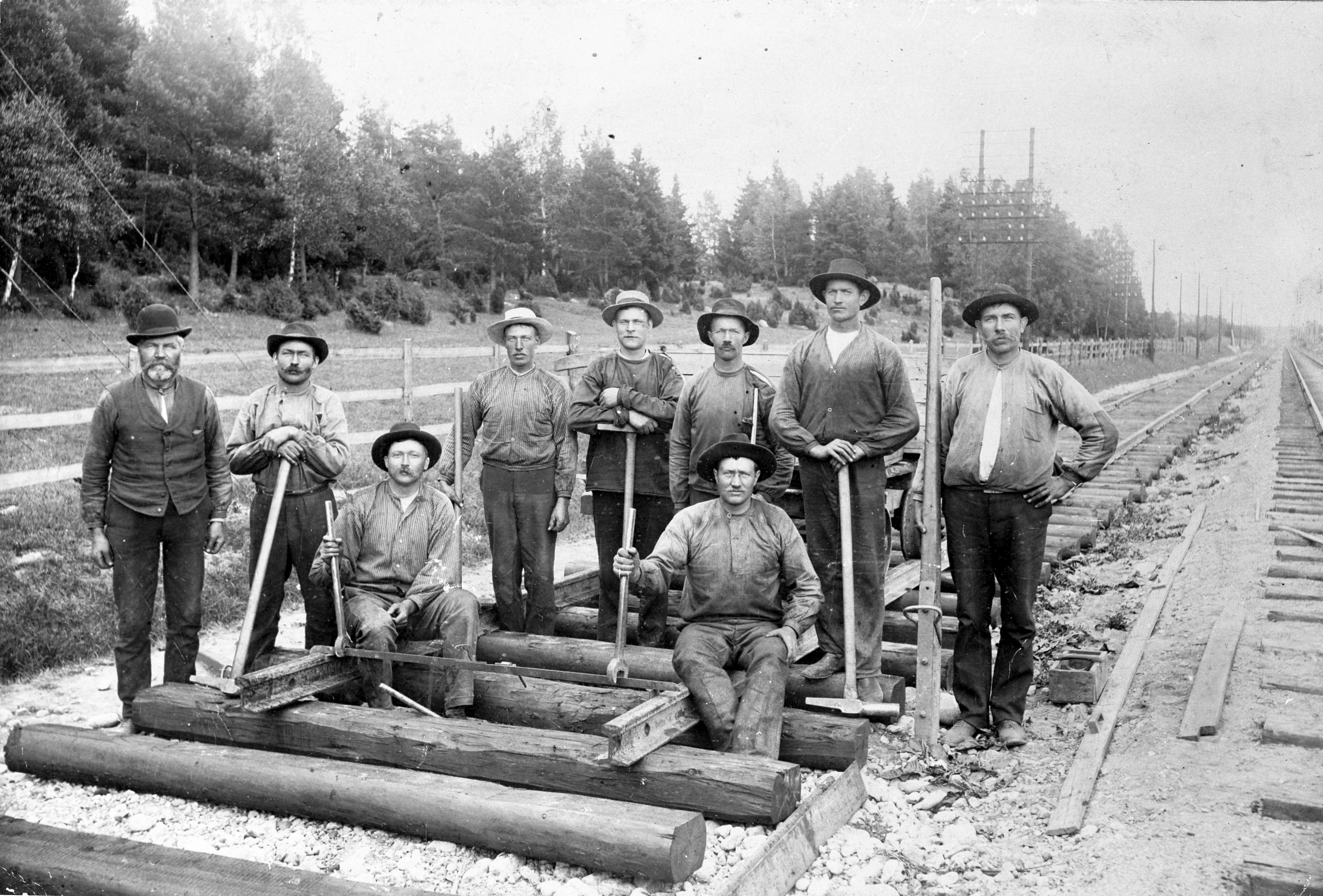
Rallare. Arbete på dubbelspåret mellan Stockholm och Uppsala vid Alsike, ca 1900. Nordiska museet NMA.0036614

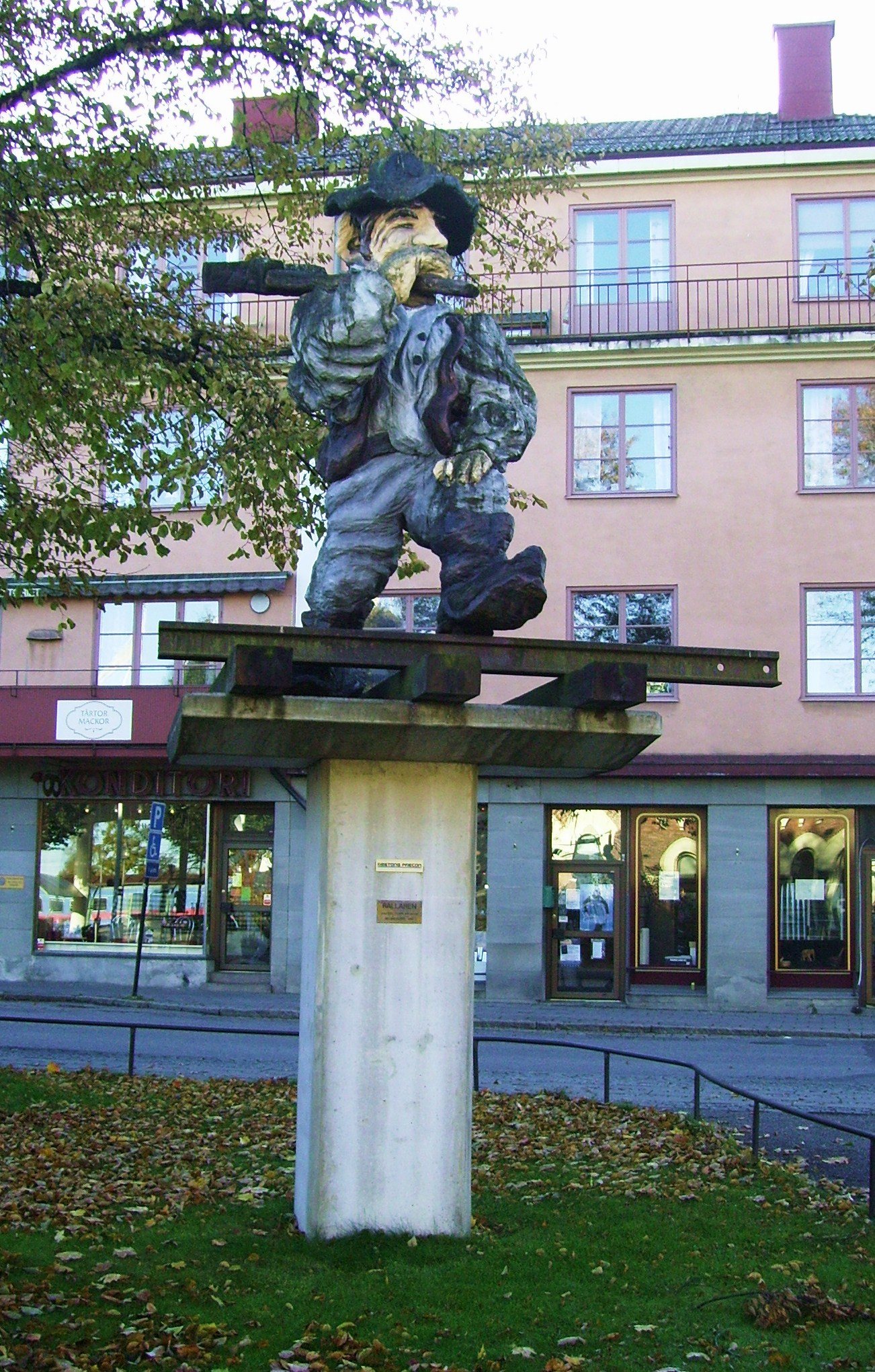
"Rallaren" av Sören Niklasson i Hallsberg, 2000.

Rallare är en yrkesterm för anläggningsarbetare, särskilt vid järnvägs- och kraftverksbyggen, där de senare förr kallades vattenrallare. Andra ord för rallare vid järnvägen är järnvägsanläggare, järnvägsarbetare eller rälsläggare.

## Yrket
Det var vanligt att den som "gick på rallen" ofta var någon form av lantarbetare som sökte sig till järnvägsbyggen för att få en bättre lön. Arbetet var hårt, riskfyllt och arbetsförhållandena var många gånger mycket svåra. Rallarna inhystes ofta i bristfälliga baracker. Arbetet var riskfyllt, men betalningen var en stark drivkraft för rallarna. 

## Etymologi
Ordet rallare härstammar från engelskans "railway". Järnvägen kallades till och med under en period för rallväg och de vagnar som man puttade för hand på spåren vid järnvägsbyggen eller i gruvor kallades för rallkärra eller rallvagn.
Att rallarna drog fram mellan samhällen på landsbygden kunde skapa konflikter med bofasta och det är kanske därför inte underligt att uttrycken rallarslagsmål och rallarsving existerar, där det första är ett uttryck för vilt slagsmål utan regler och det senare innebär att man svingar hela armen i en cirkel för att sedan träffa motståndaren med knytnäven i ansiktet. Ett nedsättande uttryck för dem var rallbuse. 
Växten rallarros har fått sitt namn eftersom den ofta växer på banvallar.
Banverket använde under en tid termen High tech-rallarna om sig själva i sin marknadsföring, och ibland kallas de som gräver ned bredbandsfiber för fiberrallare.  Baklängesrallare kallas den som river upp järnväg.

## Kända rallare
- Fabian Månsson, som senare blev socialdemokrat
- John Henry, i amerikansk folklore

### Rallare i skönlitteraturen
- Lindberger, Örjan (1986). Rallaren : en kraftkälla i norsk och svensk arbetardiktning. Karlskorna: Axel Abrahamsons tryckeri. Libris 19576684
- Sandin, Gunnar (2001). ”Nordens cowboys : skönlitterära svenska rallarskildringar”. Spår (Gävle) 2001,:  sid. 79-91 : ill. 0283-6483. ISSN 0283-6483. Libris 8887523